# 菊屋百貨店
菊屋百貨店（きくやひゃっかてん）は、青森市に出店していた日本の百貨店である。

## 歴史・概要
1935年（昭和10年）10月1日に当時の板柳銀行頭取でロシア文学者の「菊池仁康」が青森市の新町に木造3階建約600坪の建物を建設し、「菊屋百貨店」を開業したのが始まりである。
この建物には数寄屋造りの和室があり、茶道や生け花などに利用されたほか、コンサートや展覧会を行える500人収容のホールが併設され、第2次世界大戦前には青森市公会堂と共に東奥美術展や「青師コバルト会」（1936年（昭和11年）4月25日、1937年（昭和12年）6月26日、1939年（昭和14年）7月22日）の展覧会の会場となるなど文化施設としての機能も併せ持っていた。
この店舗は第2次世界大戦前から戦時中までは松木屋などと共に青森市の新町商店街の中核として競い合って繁栄した。
この間の1937年（昭和12年）に成立した「百貨店法」で加盟が義務付けられたため、1938年（昭和13年）に日本百貨店組合が設立されると同時に松木屋やかくは宮川と共に加盟している。
1945年（昭和20年）7月28日夜の青森大空襲で店舗が焼失したものの、戦後青森市の百貨店としては最初に営業を再開。しかし1955年（昭和30年）7月21日に2階にあった特売場の床が抜け落ちて買い物客45名が転落して重軽傷を負う事故が発生し、わずか20年で閉店に追い込まれた。

## 支店
- 菊屋マーケット：青森市松森町69（店舗面積91坪）[1]
- 弘前出張所：弘前市代官町19[1]
- 八戸出張所：八戸市八日市1[1]